# Metropolia wiacka
Metropolia wiacka – jedna z metropolii Rosyjskiego Kościoła Prawosławnego. W jej skład wchodzą trzy eparchie: eparchia wiacka, eparchia jarańska oraz eparchia urżumska.
Erygowana przez Święty Synod Rosyjskiego Kościoła Prawosławnego 4 października 2012. Jej pierwszym zwierzchnikiem został metropolita wiacki i słobodzki Marek (Tużykow).